# 中国实验大学
中国实验大学，是1982年陈树柏向邓小平倡议在深圳经济特区筹建的一所新型大学的计划，最终由于多种因素在1986年初宣告筹建失败。

## 经过
1982年8月10日，邓小平在北京人民大会堂第二次接见陈树柏。陈树柏当面向邓小平建议在中国大陆创办一所中国实验大学，以培育高级技术人才协助中国大陆发展电子产业并将学校所在地开发成中国的硅谷。邓小平表示将认真考虑。此后，时任国家科委主任方毅和教育部部长何东昌复信陈树柏表示感谢。但此后，筹建中国实验大学的计划，一直没有得到进一步响应。1984年3月，广东省副省长王屏山及深圳市长梁湘致信陈树柏，邀请他在6月赴广州就商谈就创办中国实验大学签署协议书的事宜。1986年初，兴办中国实验大学的计划宣告失败。